# صموئيل أبو جينابور
صموئيل أبو جينابور بالإنجليزية: Samuel Abu Jinapor، هو محامي وسياسي غاني، من مواليد 1983، عضو في الحزب الوطني الجديد وعضو البرلمان عن دائرة دامونجو . في عام 2017، عينه الرئيس نانا أدو دانكواه أكوفو أدو نائبًا لرئيس الأركان المسؤول عن العمليات في مكتب الرئيس، شغل هذا المنصب بعمر 33 عام وهو الأصغر في تاريخ غانا . ويشغل حاليًا منصب وزير الأراضي والموارد الطبيعية.

## المسيرة العلمية
وُلد عام 1983،والده أبودولاي جينابور، الذي كان ضابط شرطة سابقًا ومُقدمًا لمدينة بيويب في منطقة سافانا في غانا. التحق صموئيل بجامعة كوامي نكروما للعلوم والتكنولوجيا، حصل على درجة البكالوريوس في العلوم الفيزيائية عام 2006. بعدها انتقل إلى جامعة غانا في عام 2008، و حصل على درجة البكالوريوس في القانون عام 2010. وبنفس العام، تم قبوله لدراسة البكالوريوس في القانون (LLB) بمدرسة غانا للقانون في ماكولا، أكرا. عام 2012 تمت دعوته إلى نقابة المحامين في غانا كمحامي ومستشار في محكمة غانا العليا.حصل درجة الماجستير في القانون في حل النزاعات البديلة من كلية القانون بجامعة غانا. خلال فترة دراسته، أخذ بنجاح دورات أكاديمية في مجالات مثل التحكيم التجاري الدولي، قانون العمل، والقانون والمجتمع.

## الحياة مهنية
عمل محاميًا، وحصل على تدريب مع شركة السادة كولندي للقانون، وهي شركة محاماة تجارية مقرها أكرا. درس تحت وصاية المحامي الشهير، يوني كوليندي ، الذي أصبح الآن قاضيًا في المحكمة العليا في غانا من أكتوبر 2012 إلى أغسطس 2013.
وفي شركة السادة كولندي للقانون، ترقى جينابور إلى منصب مشارك أول، طور مهارات التفكير السريع والخطابة، وعمل محامياً في قضايا تجارية وشركات كبرى. وعمل في الشركة كمحامي معاملات في العديد من المفاوضات التجارية المعقدة، على المستوى المحلي والدولي.
،كلف بإدارة فريق من المحامين من خلفيات متنوعة. أثناء ممارسته للمهنة كمحامي، أتيحت له الفرصة لتمثيل شركات أجنبية كبرى في غانا بصفته محاميًا ومستشارًا قانونيًا، سواء في المحاكم الغانية أو هيئات التحكيم .

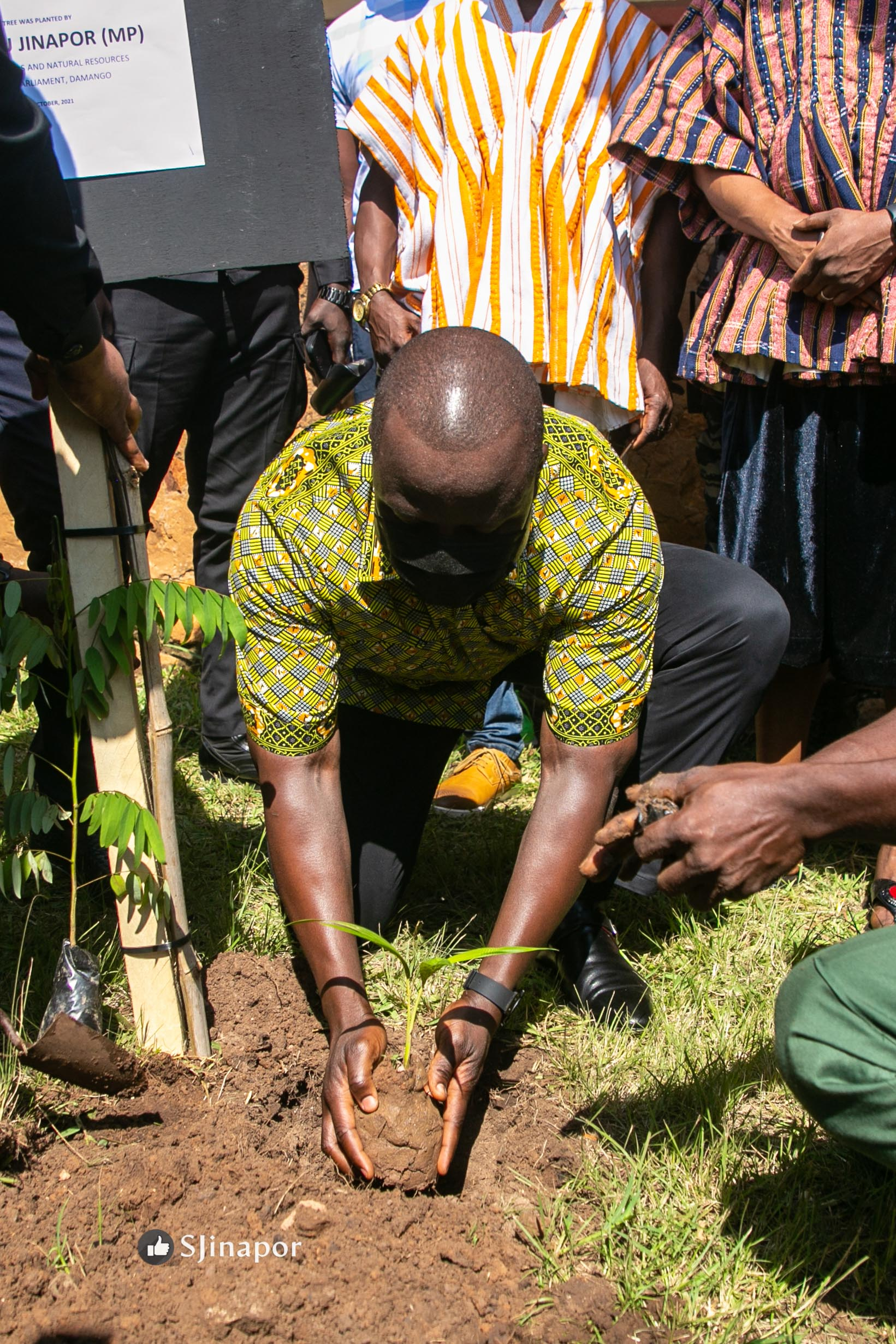
أبو جينابور يشارك في عملية زراعة الأشجار في دائرته الانتخابية.

## الحياة السياسية
كان مهتم بالشؤون العامة وانضم إلى السياسة في عام 2004. بسبب نشاطه السياسي وهو في سن الثالثة والعشرين رافق رئيس الجمهورية آنذاك، صاحب السعادة، جون أجيكوم كوفور، في زيارة إلى المملكة المتحدة في عام 2007.
عام 2007، عين جينابور من قبل نانا أدو دانكوا أكوفو أدو ، وهو المرشح لرئاسة الحزب الوطني الجديد، كمساعد حملته في الانتخابات التمهيدية الرئاسية للحزب في ذلك العام. مع فوز نانا أكوفو أدو في الانتخابات التمهيدية، لكنه خسر الانتخابات الرئيسية في عام 2008، لكن بقى جينابور مساعدًا له في الانتخابات عام 2012.

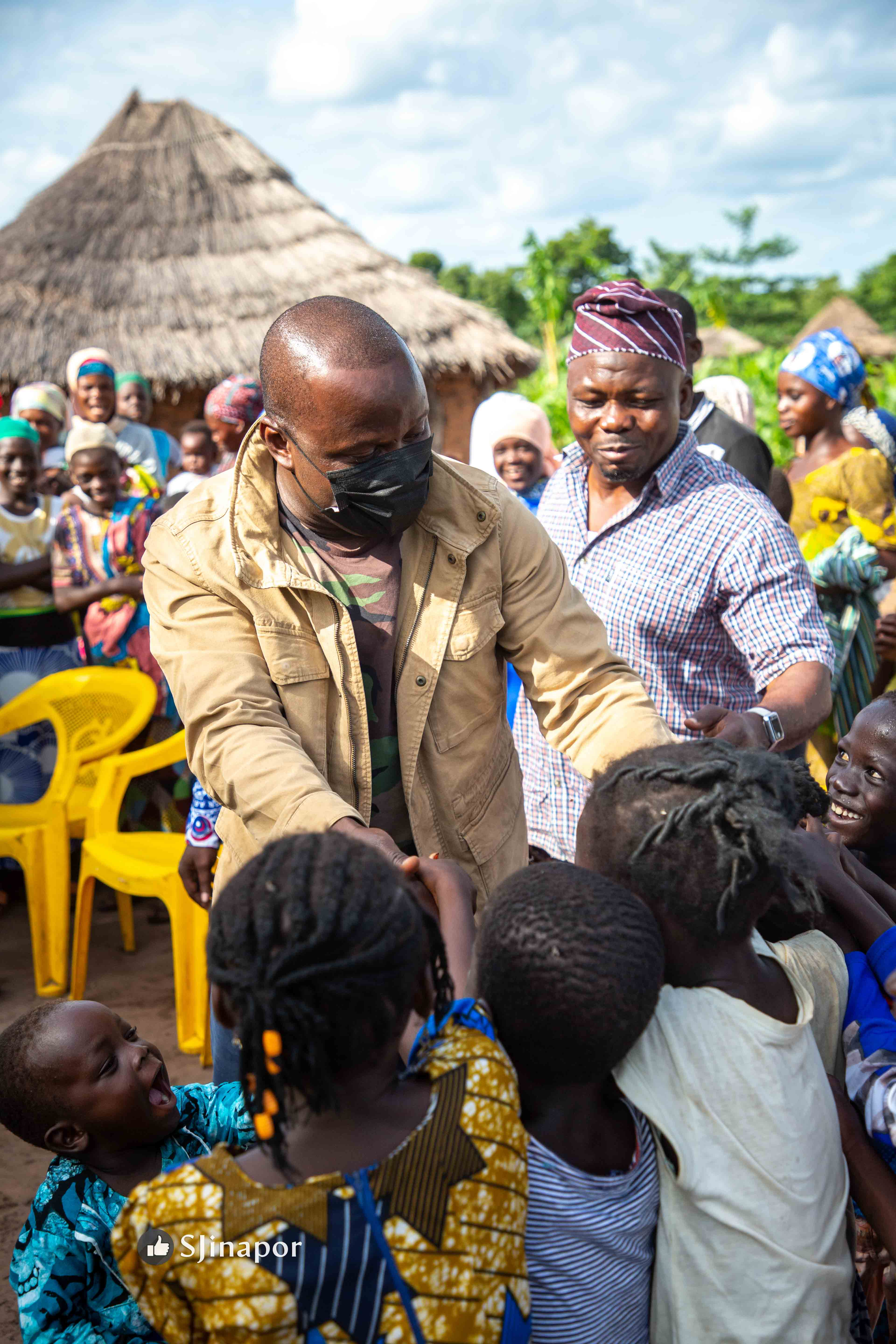
أبو جينابور يتفاعل مع الدائرة الانتخابية.

صمويل أبو جينابور كان له دورًا سياسيًا رئيسيًا في الدعوة للحزب الوطني الجديد (NPP) والمرشح أكوفو أدو في الانتخابات العامة لعام 2016، وكان له ظهور كبير في وسائل الإعلام الرئيسية ومنصات الحملات الانتخابية في جميع أنحاء البلاد، حيث تنافس مع حكومة جون دراماني ماهاما الحالية.
عام 2017، بعد فوزه في الانتخابات، عُيّن جينابور نائبًا لرئيس الأركان مسؤولاً عن العمليات في مكتب الرئيس. وبعمر 33 عامًا، أصبح أصغر شخص في تاريخ غانا يشغل هذا المنصب.
و ساعد رئيس الأركان، فريما أوسي أوباري، في حشد آليات الحكومة لدعم تنفيذ أجندة الرئيس للبلاد. كسب جينابور خبرة كبيرة في عمل الحكومة من عمله بشكل وثيق في مناصب مختلفة مع الرئيس أكوفو أدو، في المعارضة أو الحكومة.
في عام 2020، تنافس كمرشح برلماني عن الحزب الوطني الجديد في دائرة دامونجو. كانت الانتخابات تنافسية، لكن جينابور فاز ليصبح أول عضو في الحزب الوطني الجديد يصبح عضوًا في البرلمان عن المنطقة منذ عودة غانا إلى الديمقراطية التعددية في عام 1992.
فاز جينابور بـ 15989 صوتًا، وهو ما يمثل 54.1٪ من إجمالي الأصوات المدلى بها، بينما حصل آدم متوكليو مرشح الحزب الوطني الديمقراطي البرلماني على 13279 صوتًا بنسبة 44.9٪ من إجمالي الأصوات المدلى بها، وحصل المرشح ديفيد تيكي دانج البرلماني المستقل على 296 صوتًا بنسبة 1.0٪ من إجمالي الأصوات المدلى بها.
| صموئيل أبو جينابورالفائز | محطة الطاقة النووية | 15,989 | 54.1% | — |   |
| آدم متوكلو               | مركز الدفاع الوطني  | 13,279 | 44.9  |   | — |
| ديفيد تيكي دانج          | الهند               | 296    | 1.0   |   | — |

ورشحه الرئيس نانا أكوفو أدو وزيراً مسؤولاً عن الأراضي والموارد الطبيعية في حكومته في ولايته الثانية.
في 16 يناير 2023، تولى جينابور منصب وزير التجارة والصناعة مؤقتًا بعد ان عينه الرئيس نانا أدو دانكواه أكوفو أدو، حتى 7 فبراير 2023، وبعدها عُين كيه تي هاموند وزيرًا رسميًا ليحل محله. وافق البرلمان على تعيينه بتاريخ 24 مارس 2023.
في يوليو 2024، عين وزيرًا للإشراف على الطاقة بعد استقالة الدكتور ماثيو أوبوكو بريمبيه، بعد ترشيحه كمرشح لمنصب نائب الرئيس للحزب الوطني الجديد الحاكم.

## الحياة الشخصية
جينابور متزوج من نادا دي بي جينابور، وهي محامية ورئيسة قسم قانون الشركات في صندوق الضمان الاجتماعي والتأمين الوطني ( SSNIT ) في غانا، ولديهم أربعة (4) أطفال.